# Aash Al Maleek
Ash Al Malek é o hino nacional da Arábia Saudita

## História
Em 1947, a Arábia Saudita não tinha um hino, então, quando o rei ibn Saud visitou o Egito naquele ano, ele pediu compositor egípcio Abdul Rahman Al-Khateeb para criar um hino e "Aash Al Maleek" foi criado. A melodia, no estilo de fanfarra árabe, é semelhante aos de outros Estados árabes da região, na época. Mais tarde (talvez em 1950), o primeiro conjunto de letras foi escritas para o hino por Mohammed Talat. Em 1984, o rei Fahd pediu ao poeta Ibrahim Al Khafaji para escrever novas letras, que são as letras oficiais atualmente. 